# Конрад IV фон Буснанг

Родовой герб

Конрад IV фон Буснанг или Бюслингенский (нем. Konrad IV von Bussnang
?–12 марта 1471, Руффак) — римско-католический священнослужитель XV века. 
С 1439 по 11.11.1440 года служил принцем-епископом Страсбурга при короле Германии Альберте II, папе римском Евгении IV и его митрополите Дитрихе Шенк фон Эрбахе, епископе Майнца.
Представитель баронского рода Буснангов. Большинство его коллег избрали его епископом Страсбурга из-за его благочестия, мудрости и щедрости. Правил Руффаком в течение 31 года.
Епископ Конрад фон Буснанг скончался 12 марта 1471 года и был похоронен в часовне Святого Иоанна в Страсбурге. На его могиле была следующая надпись на латыни:
В год Господень 1471
12 марта великодушный господин умер.
Конрад фон Буснанг, каноник,
Хранитель и привратник церкви
Из Страсбурга. Молись за него.